# Wieża (pojazd pancerny)

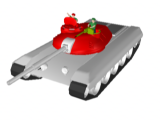
Wieża (zaznaczona na czerwono) na schemacie czołgu

Wieża (wieża czołgowa) – element konstrukcyjny wozu bojowego, w postaci obrotowej opancerzonej platformy wystającej ponad dach kadłuba. Wieża służy do instalowania w niej uzbrojenia najczęściej zawierając również przedział dla jego obsługi. Zastosowanie wieży zapewnia zainstalowanej w niej broni najczęściej pełny 360° kąt ostrzału.

## Budowa

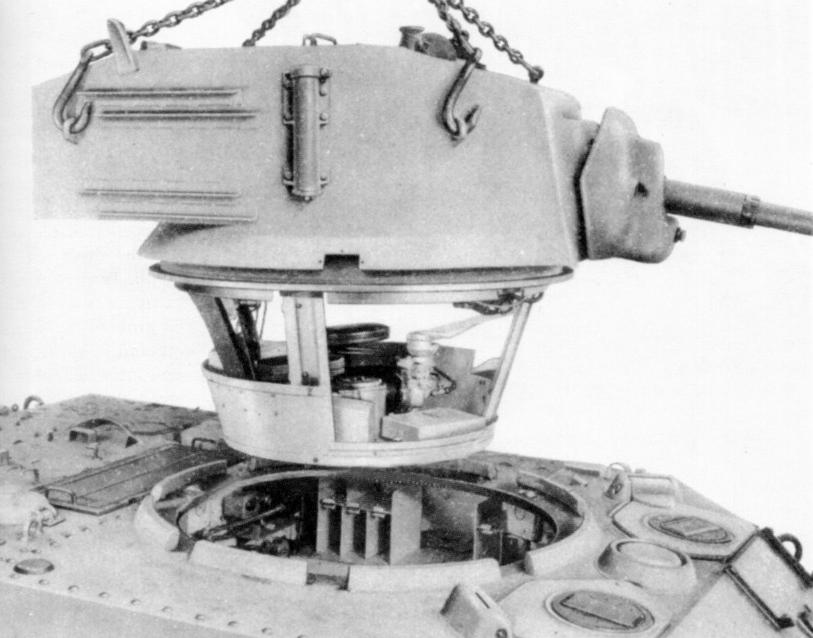
Wieża czołgu M3/M5 Stuart

Wieża jest osłonięta dookoła oraz od góry pancerzem, rzadko stosowane są wieże odkryte od góry. Grubość i odporność pancerza waha się w zależności od rodzaju pojazdu, zwykle chroni on przynajmniej przed pociskami broni strzeleckiej i odłamkami, lecz w cięższych pojazdach, zwłaszcza czołgach, chroni także przed pociskami dział. Najgrubszy pancerz umiejscowiony jest z przodu wieży. W nowoczesnych czołgach budowanych od lat 80. jego grubość sięga od kilkudziesięciu centymetrów do około metra, a wykonywany jest jako pancerz warstwowy (kompozytowy) ze stali pancernej przekładanej innymi metalami i elementami niemetalowymi (np. ceramicznymi). Wieże niemal wszystkich czołgów III i IV generacji wzmocnione są ekranami przeciwkumulacyjnymi (najczęściej z tyłu). Technologia wykonania wież czołgowych opiera się głównie na odlewaniu i spawaniu, dawniej na nitowaniu. Wieża mocowana jest nad kadłubem pojazdu bojowego, w jego dachu, na kulkowym łożysku wieńcowym o dużej średnicy. Wieża obraca się za pomocą napędów elektrycznych, hydraulicznych lub ręcznych (który wykorzystywany jest jako napęd pomocniczy). 

## Uzbrojenie

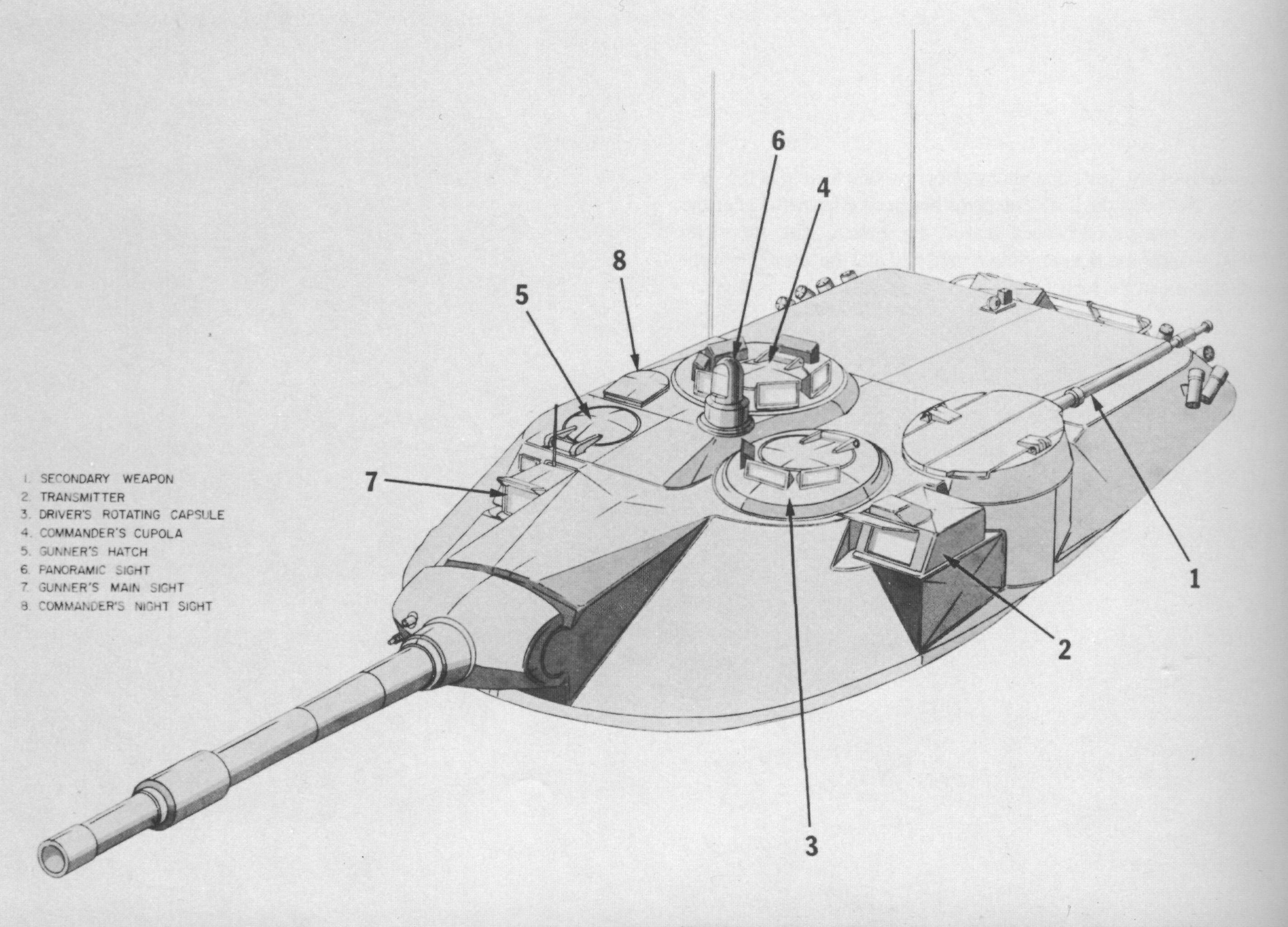
Wieża czołgu MBT-70

W wieży montowane jest zwykle działo lub karabin maszynowy. W czołgach najpowszechniej stosowane jest działo sprzężone współosiowo z karabinem maszynowym, zamontowane w jarzmie w przedniej ścianie wieży (do okresu II wojny światowej stosowano rzadziej wieże z kilkoma broniami  montowanymi w różnych ściankach wieży, strzelającymi w różne strony). Broń ma możliwość zmiany kąta podniesienia lufy w pewnych granicach, zależnie od konstrukcji wieży i przeznaczenia pojazdu. W samobieżnych działach przeciwlotniczych montowane jest w wieży od 2 do 4 działek przeciwlotniczych. Na wieżach mocowane są też wyrzutnie przeciwpancernych lub przeciwlotniczych pocisków rakietowych. Na wieżach samobieżnych zestawów przeciwlotniczych, oprócz działek lub pocisków rakietowych, instalowane są również anteny radarów.

## Oprzyrządowanie
Oprócz uzbrojenia wieża pojazdów pancernych wyposażona jest przeważnie we włazy, przyrządy celownicze, peryskopy, zasobniki z amunicją, urządzenie stabilizujące, wyrzutniki granatów dymnych oraz siedziska załogi. 

## Załoga

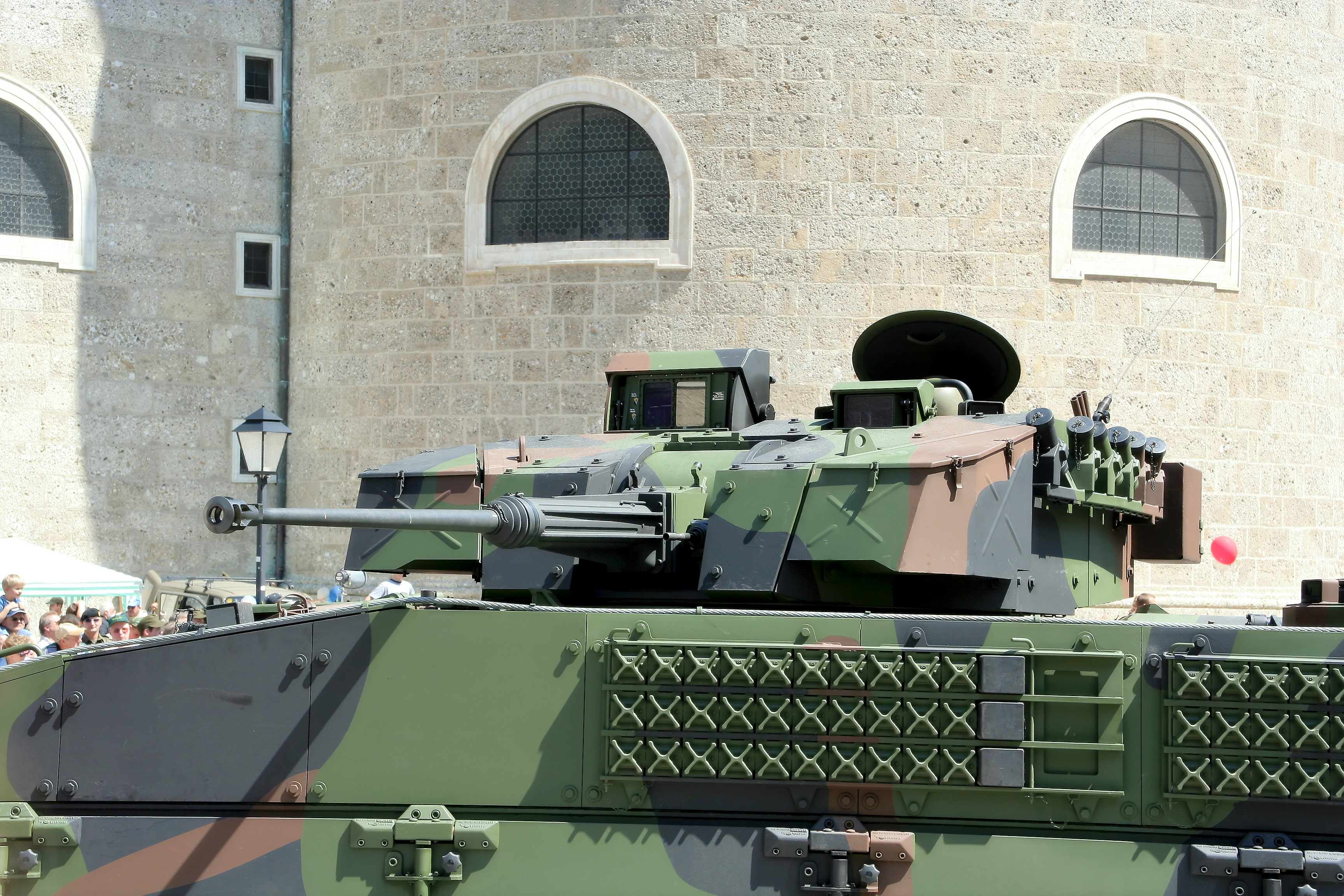
Wieża pojazdu opancerzonego ASCOD Ulan

W wieży ma stanowiska część załogi pojazdu. W większości konstrukcji załoga siedzi na siedzeniach obracających się razem z wieżą lub stoi na podłodze obracającej się z wieżą, rzadziej stoi lub siedzi na siedzeniu nieruchomym w przedziale bojowym. Załoga wież może być jednoosobowa lub kilkuosobowa. Czołgi okresu II wojny światowej i wcześniejsze zwykle miały dwuosobową załogę wieży, rzadziej jednoosobową. Począwszy od końcowego okresu wojny, większość czołgów ma trzyosobową załogę w wieży (dowódca - celowniczy - ładowniczy), rzadziej dwuosobową (pojazdy z automatem ładowania, np. T-72). Bojowe wozy piechoty mają jedno- lub dwuosobową załogę wieży. Pojazdy z lekkim uzbrojeniem w postaci karabinów maszynowych posiadają z reguły wieże jednoosobowe (np. transportery opancerzone). Od lat 80. XX wieku popularność zyskują wieże bezzałogowe, w których operator uzbrojenia siedzi w kadłubie pod wieżą (ewentualnie jego głowa znajduje się w niskiej wieży), natomiast uzbrojenie montowane jest nad wieżą (zwykle w postaci szybkostrzelnych działek małego kalibru). W niektórych działach samobieżnych stosowane są wieże z większą załogą.

## Historia

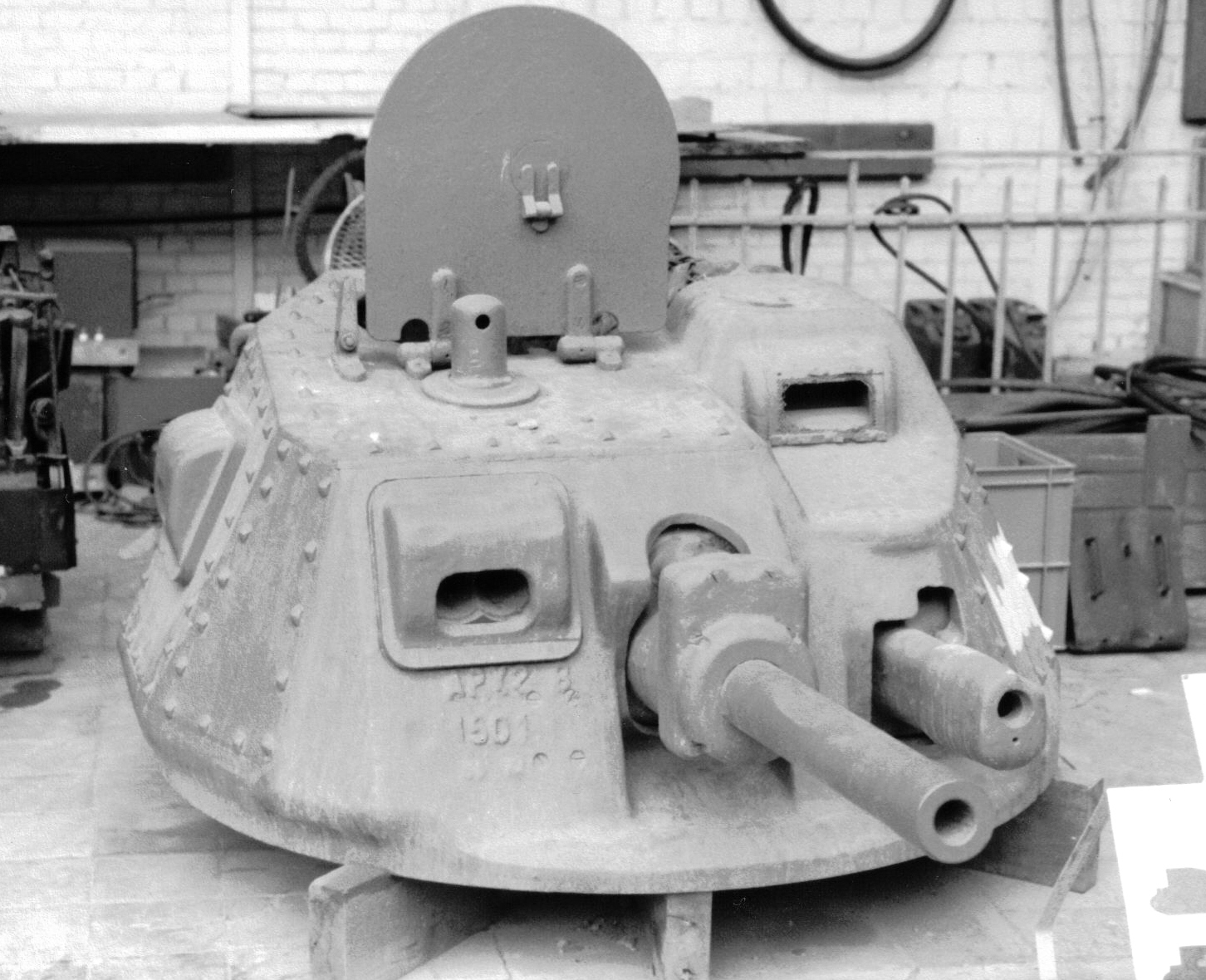
Wieża czołgu AMC 1935

Po raz pierwszy wieże obrotowe, uzbrojone w karabiny maszynowe, zostały zastosowane w samochodach pancernych przed I wojną światową (m.in. francuski Charron z 1902). Pierwszym czołgiem z wieżą obrotową był Renault FT-17. Po raz pierwszy zastosowano działo sprzężone w jarzmie z karabinem maszynowym w czołgu Vickers E. Większość pojazdów posiada jedną wieżę z możliwością obrotu okrężnego, lecz w okresie przed II wojną światową pewną popularność miały pojazdy dwuwieżowe, z wieżami obok siebie, lub kilkuwieżowe. Największą liczbę wież miał radziecki pięciowieżowy czołg ciężki T-35 (zbudowany na wzór konstrukcji angielskiej; 4 z jego wież miały ograniczone kąty ostrzału).

## Inne wieże
Zbliżone do wieży czołgowej są wieże pancerne stosowane w fortyfikacjach oraz wieże artyleryjskie na okrętach wojennych. Czasami wieże czołgowe były wręcz instalowane na elementach fortyfikacji w roli wież pancernych, czasami instalowano je także na mniejszych okrętach (zwłaszcza rzecznych).